# Daniel Garro
Daniel Roberto Garro (San Luis, Provincia de San Luis, Argentina; 25 de octubre de 1990) es un futbolista argentino. Juega de mediocampista o delantero y su equipo actual es Deportivo Maipú que disputa el Torneo Federal A de Argentina.en noviembre volvió a San luis,específicamente el día 6 de noviembre del 2023 el futbolista tuvo un accidente en la cancha de la concaran, estuvo en terapia intensiva durante unos meses,actualmente Daniel garro no juega en ningún equipo por dificultades médicas

## Trayectoria
Comenzó a jugar al fútbol cuando tenía 6 años en San Lorenzo de San Luis, el club de la zona del Puente Blanco. También hizo sus pasos por las inferiores de CAI San Luis hasta que en 2011 llegó a Juventud Unida Universitario, donde comenzó su carrera profesional, y disputó el campeonato del Argentino A.[cita requerida]
En 2012 llegó a Estudiantes de San Luis donde consiguió 2 títulos consecutivos, el Torneo del Interior 2012 donde el conjunto albiverde se consagraría campeón por primera vez en su historia de un torneo de AFA, con una muy buena campaña, y el Argentino B que ganó un año más tarde para el ascenso al Argentino A.
En el 2016 ficha para Sarmiento de Junín de la Primera División de Argentina.

## Clubes
| Club                         | País      | Año       |
| ---------------------------- | --------- | --------- |
| Juventud Unida Universitario | Argentina | 2011      |
| Sportivo Estudiantes (SL)    | Argentina | 2012-2016 |
| Sarmiento (J)                | Argentina | 2016-2017 |
| Gimnasia y Esgrima (M)       | Argentina | 2017      |
| Estudiantes (RC)             | Argentina | 2017-2018 |
| Sarmiento (J)                | Argentina | 2018-2019 |
| Deportivo Maipú              | Argentina | 2019-2020 |
| Deportivo Merlo              | Argentina | 2020-2021 |
| Club EFI Juniors San Luis    | Argentina | 2021-22   |

## Palmarés

### Campeonatos nacionales
| Título              | Club                 | País      | Año     |
| ------------------- | -------------------- | --------- | ------- |
| Torneo del Interior | Sp. Estudiantes (SL) | Argentina | 2012    |
| Torneo Argentino B  | Sp. Estudiantes (SL) | Argentina | 2012-13 |
| Torneo Federal A    | Sp. Estudiantes (SL) | Argentina | 2014    |